# William Gear
William Gear, född 2 augusti 1915 i Methil, Fife, död 27 februari 1997, var en skotsk målare. Han föddes i en gruvarbetarfamilj och studerade vid Edinburgh College of Art innan han reste till Paris för att studera med Fernand Léger.
Under andra världskriget jobbade han med kontrollkommissionen. Han var med i konstnärsgruppen CoBrA.